# Ernst Michael Kopper

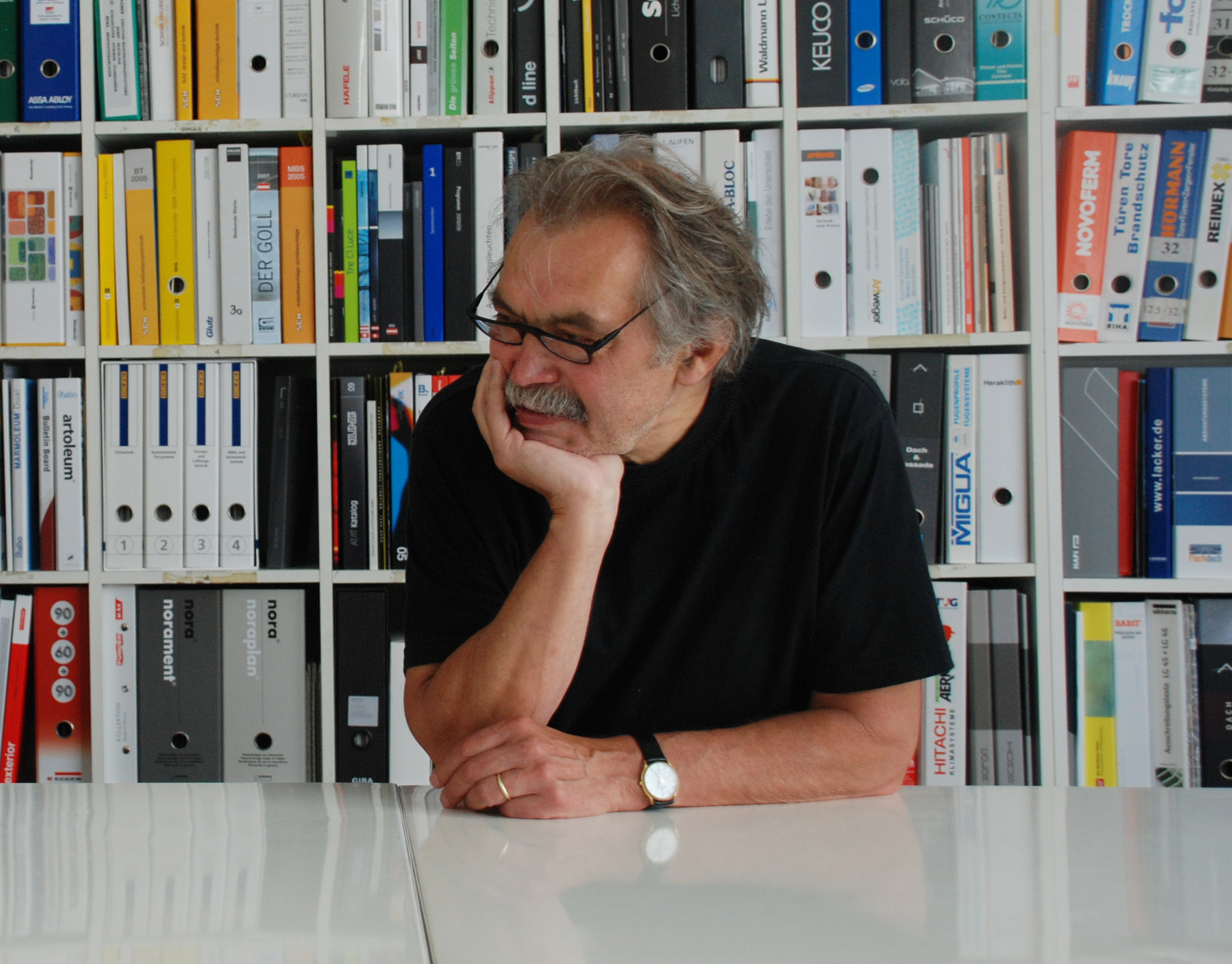
Ernst Michael Kopper (2009)

Ernst Michael Kopper (* 22. Juni 1945 in Sankt Marein bei Graz, Steiermark; † 2. September 2024 in Wien) war ein österreichischer Architekt.

## Leben
Ernst M. Kopper studierte Architektur an der Technischen Universität Graz und diplomierte im Jahre 1971 bei Karl Augustinus Bieber.
Von 1973 bis 1975 war er Mitarbeiter von Richard J. Dietrich bei Die Metastadt in München. Er bearbeitete die Bereiche Entwurf, Städtebau und technische Entwicklung.
Während des Neubaus des AKH Wien war Ernst M. Kopper von 1975 bis 1984 Bereichsleiter der Architekturabteilung der Architekten AKH und verantwortlich für alle Sonderbauten am Gelände. 1984, nach Verleihung der Befugnis, nahm er in Bürogemeinschaft mit Architekt Martin Köhler die selbstständige Tätigkeit in Wien auf. Nach dem Tod von Martin Köhler im Jahr 1990 übernahm Kopper die alleinige Büroführung mit unterschiedlichen wiederkehrenden projektbezogenen Partnerschaften, u. a. mit Croce & Klug und Johannes Zeininger.
Bedeutend ist die ARGE Architekten Altes AKH bestehend aus den Architekten Hugo Potyka, Friedrich Kurrent, Johannes Zeininger, Sepp Frank und Ernst M. Kopper, die für die Umnutzung und Sanierung des Altes Allgemeines Krankenhaus Wien zum Campus der Universität Wien in den Jahren 1993 bis 1998 verantwortlich war.

## Malerei und Film
Parallel zum Studium der Architektur beschäftigt sich Ernst M. Kopper autodidaktisch mit der Malerei. 1971 nahm er am 1. Grazer Kunstmarkt und 1972 am 2. Grazer Kunstmarkt von Rainer Verbizh teil. Nach der Begutachtung seiner Arbeiten durch die Neue Galerie Graz erhielt er ein Stipendium der steirischen Landesregierung, welches ihm in den Jahren 1972 bis 1973 einen Studienaufenthalt in Rom ermöglichte.
1980 bis 1984 erfolgte Umsetzung des Videoprojektes „Kulturverhalten in Niederösterreich“ mit der Gruppe „Grund 100 Hollabrunn“, gefördert durch das Land Niederösterreich und der Ausführung mit Gustav Deutsch.
Zeitgleich wurde durch Subvention der Länder Wien und Niederösterreich die Gründung der Medienwerkstatt Wien möglich.
1989 bis 1991: Filmprojekt “Welt/Zeit 25812 min” mit Gustav Deutsch, gefördert vom BMUK. Eine Kamera macht eine Weltreise und dabei jede Minute ein Bild ohne Motivwahl. Die Vorführung läuft in Normalgeschwindigkeit (24 fps).

## Alternative Lebensweisen
Im Jahr 1973 nahm Kopper an einer von ihm mitorganisierten sechswöchigen Selbsterfahrungsgruppe in Salina teil, aus der 1975 die Gruppe Grund 100 entstand. Diese erwarb den Nexenhof mit der Zielsetzung, gemeinschaftlich die Integration von Wohnen und Arbeiten, landwirtschaftliche Produktion für den täglichen Bedarf, Architekturarbeit und kritische Beobachtung von Umwelt und Gesellschaft zu leben. Die Gruppe löste sich 1980 auf.

## Bauten und Entwürfe (Auswahl)
- 1988 – Osram – Verwaltungs- und Vertriebsgebäude, Oberlaaer Straße, 1100 Wien
- 1992 – Biozentrum Dr. Bohrgasse, Dr. Bohrgasse/Rennweg, 1030 Wien[5]
- 1995 – AKH Wien – Bürogebäude Gürtel & Borschkegasse, 1080 Wien
- 1995 – Wohnhausanlage Hettenkofergasse, Hettenkofergasse 14–16, 1160 Wien
- 1997 – Kindertagesheim Langobardenstrasse, Langobardenstrasse Hammerfestweg, 1220 Wien
- 1998 – Altes AKH – Universität Wien/Geiwi Fakultät. Umbau/Sanierung des Alten AKH zum Uni Campus Wien. Alser Straße 4/Spitalgasse 2, 1090 Wien, 1998. Mit Potyka, Kurrent & Zeininger, Frank
- 2000 – Wohnen und Remise Ottakring, Joachimsthalerplatz 1, 1160 Wien. Mit Croce & Klug. Kunst am Bau von Gustav Deutsch und Hanna Schimek, 2000
- 2000 – Institut für Hirnforschung. Laborgebäude der medizinischen Fakultät der Uni Wien, Spitalgasse 4, 1090 Wien
- 2003 – Hörsaalzentrum Universitätscampus Wien, Spitalgasse 4, 1090 Wien. Mit Johannes Zeininger
- 2004 – ZMF – Zentrum für medizinische Grundlagenforschung, Stiftingtalstraße 24, 8010 Graz. Mit Croce & Klug
- 2009 – CTR – Center of Translational Research / Anne Spiegel Forschungszentrum, Spitalgasse 23, 1090 Wien.
- 2009 – CeMM – Centrum für molekulare Medizin, Spitalgasse 23, 1090 Wien. Kunst Am Bau von Peter Kogler, 2006

## Filmografie
- 1979 – Videoprojekt Gruppe Grund 100/Nexenhof – Gustav Deutsch, Ernst Kopper, s/w
- 1981 – WEINLAND HIMMELSFRIEDEN – Gustav Deutsch, Ernst Kopper, 43  min, s/w
- 1982 – PORTRÄT SKIZZEN – Gustav Deutsch, Ernst Kopper, 38  min, s/w
- 1982 – FULKUR – Gustav Deutsch, Ernst Kopper, 20 min, s/w[6]
- 1990 – Welt/Zeit 25812 min – Gustav Deutsch, Ernst Kopper, 35  min, s/w[3]

## Auszeichnungen und Preise
- 2016 Silbernes Ehrenzeichen für Verdienste um das Land Wien[7]

## Publikationen
- OSRAM – Gebautes Firmenimage In: architektur.aktuell 128, Dezember 1988
- Matthias Boeckl: Kopper, Croce & Klug: Wohnbau und Straßenbahnremise in Wien-Ottakring|Housing Development and Tram Depot in Vienna-Ottakring, Austria In: architektur.aktuell 01/02/2002
- Nikolaus Hellmayr: Croce-Klug-Kopper: Zentrum für medizinische Grundlagenforschung, Graz | Centre for Medical Research in Graz, Austria In: architektur.aktuell 12/2004
- Neues Wien. In: Architektur, 14/02/2006
- Anna Spiegel Forschungsgebäude/CeMM In: architektur.aktuell 367, 01/10/2010